# 15897 Beňačková
15897 Beňačková là một tiểu hành tinh vành đai chính với chu kỳ quỹ đạo là 1148.3320254 ngày (3.14 năm).
Nó được phát hiện ngày 10 tháng 8 năm 1997.